# Boks na Letnich Igrzyskach Olimpijskich Młodzieży 2010

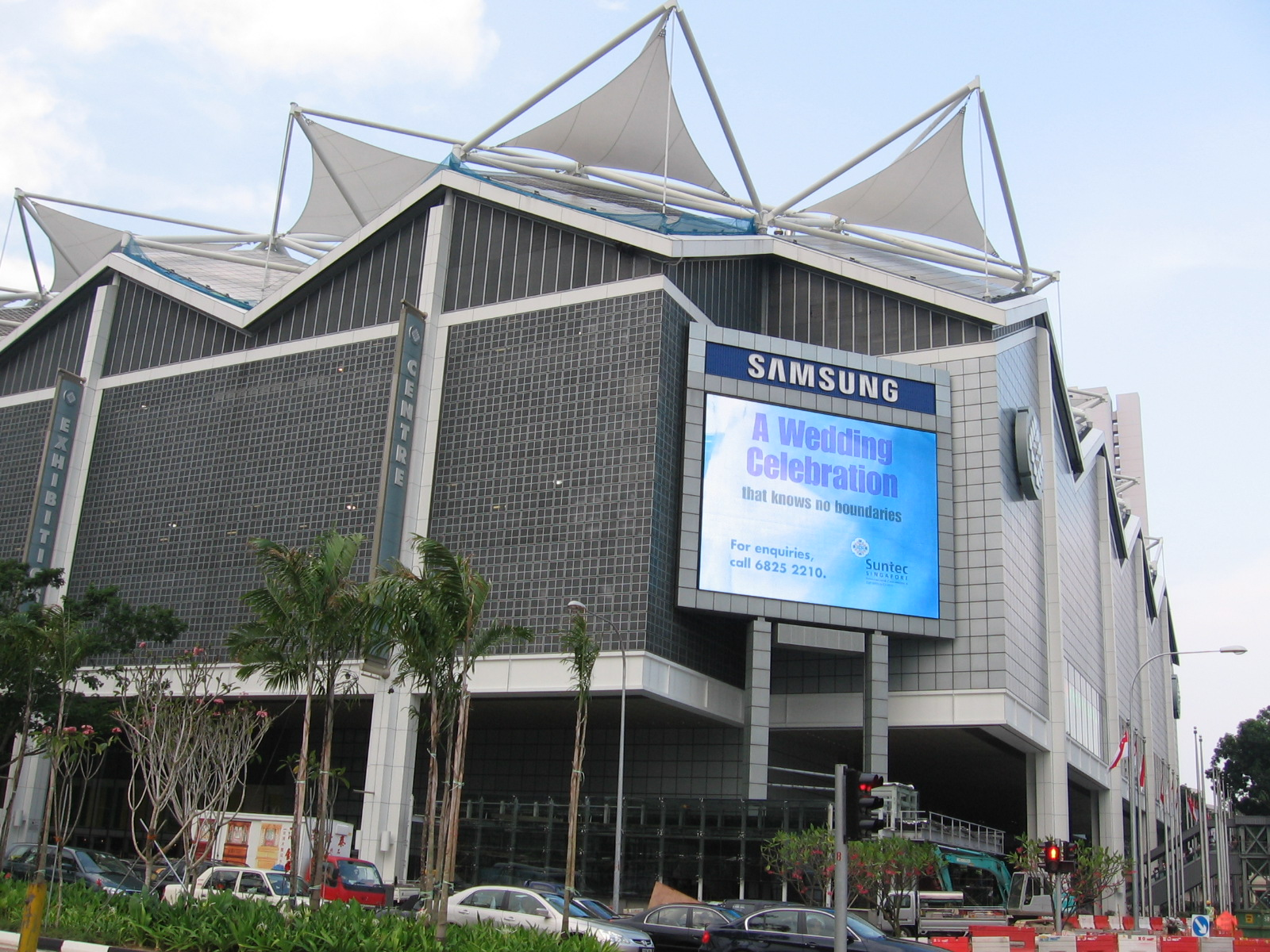
Suntec Singapore International Convention and Exhibition Centre – miejsce zmagań bokserów

Boks na Letnich Igrzyskach Olimpijskich Młodzieży 2010 odbył się w dniach 21 – 25 sierpnia w hali Suntec Singapore International Convention and Exhibition Centre w Singapurze. Zawodnicy rywalizowali w jedenastu konkurencjach (wszystkie męskie). W zawodach ogółem wystartowało 66 zawodników.

## Kwalifikacje
Kwalifikacje na igrzyska można było uzyskać podczas Mistrzostw świata kadetów w 2010 roku. Zawodnicy musieli być urodzeni między 1 stycznia 1992 a 31 grudnia 1993 roku.

## Program zawodów
| Data        | Faza zawodów          |
| ----------- | --------------------- |
| 21 sierpnia | Eliminacje            |
| 22 sierpnia | Półfinały             |
| 23 sierpnia | Pojedynki o 5.miejsce |
| 24 sierpnia | Pojedynki o 3.miejsce |
| 25 sierpnia | Finały                |

## Medale
| Konkurencja             | Złoto              | Srebro               | Brąz               |
| Chłopcy                 |                    |                      |                    |
| Poniżej 48 kg szczegóły | Ryan Burnett       | Salman Əlizadə       | Zohidjon Hoorbojew |
| Poniżej 51 kg szczegóły | Emmanuel Rodríguez | Dj Maaki             | Hesham Abdelaal    |
| Poniżej 54 kg szczegóły | Robeisy Ramírez    | Shiva Thapa          | Dawid Michelus     |
| Poniżej 57 kg szczegóły | Artur Bril         | Elvin İsayev         | Fradimil Macayo    |
| Poniżej 60 kg szczegóły | Evaldas Petrauskas | Brett Matcher        | Krishan Vikas      |
| Poniżej 64 kg szczegóły | Ričardas Kuncaitis | Samuel Zapata        | Fabian Maidana     |
| Poniżej 69 kg szczegóły | David Lourenço     | Ahmad Mamadjanow     | Nursahat Pazzijew  |
| Poniżej 75 kg szczegóły | Damien Hooper      | Juan Carlos Carrillo | Zoltán Harcsa      |
| Poniżej 81 kg szczegóły | Irosvani Duverger  | Burak Akşın          | Sardorbek Begaliew |
| Poniżej 91 kg szczegóły | Lenier Eunice Pero | Fabio Turchi         | Ümitcan Patır      |
| Powyżej 91 kg szczegóły | Tony Yoka          | Joseph Parker        | Daniil Svaresciuc  |

## Tabela medalowa
| Miejsce | Kraj          | Złoto | Srebro | Brąz | Razem |
| 1       | Kuba          | 3     | 0      | 0    | 3     |
| 2       | Litwa         | 2     | 0      | 0    | 2     |
| 3       | Australia     | 1     | 1      | 0    | 2     |
| 4       | Irlandia      | 1     | 0      | 0    | 1     |
| 4       | Niemcy        | 1     | 0      | 0    | 1     |
| 4       | Francja       | 1     | 0      | 0    | 1     |
| 4       | Portoryko     | 1     | 0      | 0    | 1     |
| 4       | Brazylia      | 1     | 0      | 0    | 1     |
| 9       | Azerbejdżan   | 0     | 2      | 0    | 2     |
| 10      | Uzbekistan    | 0     | 1      | 2    | 3     |
| 11      | Indie         | 0     | 1      | 1    | 2     |
| 11      | Turcja        | 0     | 1      | 1    | 2     |
| 11      | Wenezuela     | 0     | 1      | 1    | 2     |
| 14      | Nauru         | 0     | 1      | 0    | 1     |
| 14      | Kolumbia      | 0     | 1      | 0    | 1     |
| 14      | Włochy        | 0     | 1      | 0    | 1     |
| 14      | Nowa Zelandia | 0     | 1      | 0    | 1     |
| 18      | Egipt         | 0     | 0      | 1    | 1     |
| 18      | Polska        | 0     | 0      | 1    | 1     |
| 18      | Argentyna     | 0     | 0      | 1    | 1     |
| 18      | Turkmenistan  | 0     | 0      | 1    | 1     |
| 18      | Węgry         | 0     | 0      | 1    | 1     |
| 18      | Mołdawia      | 0     | 0      | 1    | 1     |